# 5779 Schupmann
5779 Schupmann eller 1990 BC1 är en asteroid i huvudbältet som upptäcktes den 23 januari 1990 av de båda japanska astronomerna Seiji Ueda och Hiroshi Kaneda i Kushiro. Den är uppkallad efter tysken Ludwig Schupmann.
Asteroiden har en diameter på ungefär 11 kilometer och den tillhör asteroidgruppen Eos.